# Stammscheibe
Eine Stammscheibe oder Baumscheibe ist ein meist nur wenige Zentimeter dicker, im rechten Winkel zur Faserrichtung (Quer- oder Hirnholzschnitt) gesägter Abschnitt eines Baumstamms. Gleichartige Präparate, die nicht aus dem Stamm, sondern aus Ästen gewonnen wurden, werden analog als Astscheiben bezeichnet. Baumscheiben können ein Gehölz als grafisch gestaltetes Zeichen, neben der Silhouette eines Baumes, repräsentieren.

## Verwendung

### Dendrochronologie
Stammscheiben von Bäumen aus verschiedenen Jahrhunderten dienen der Dendrologie, eine Dendrochronologie aufzubauen, eine Abfolge spezifischer Jahresringbreiten.
Dendrologie und Dendrochronologie erlauben in der Regel, Holzfragmente (auch wenn sie nicht den kompletten Stammdurchmesser beinhalten oder verkohlt sind, auch als Holzstein) einem präzisen Zeitabschnitt zuzuordnen und damit das Jahr des Wachstums jedes Jahresringes zu bestimmen.

### Dekorationszwecke
Neben ihrer Verwendung als Präparate in Wissenschaft und Forstwirtschaft werden Stammscheiben auch als Basis für Möbel, Jausenbretter oder zur Dekoration verwendet.

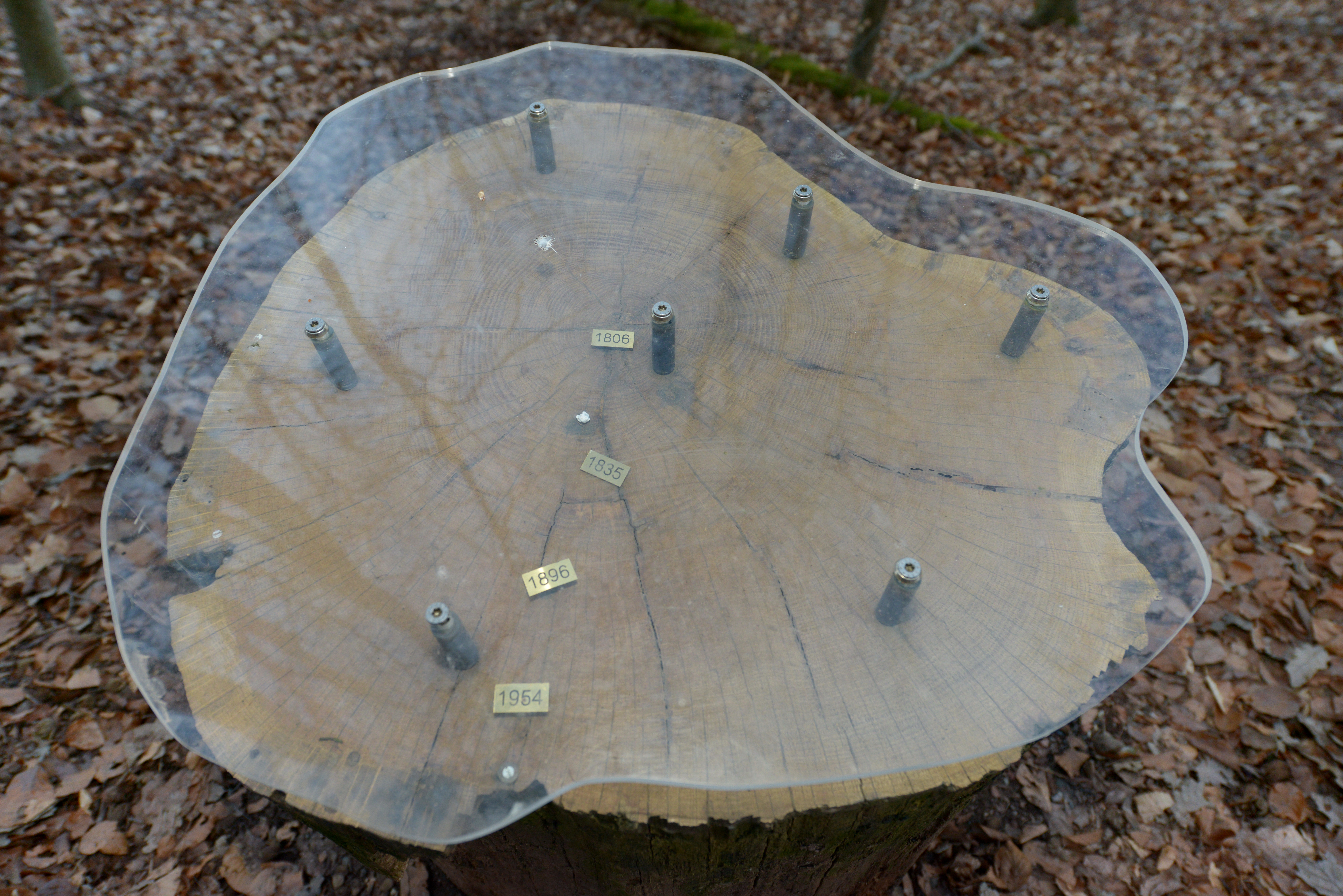
Stammscheibe mit Jahresringen im Landschaftsschutzgebiet Bamsterwald
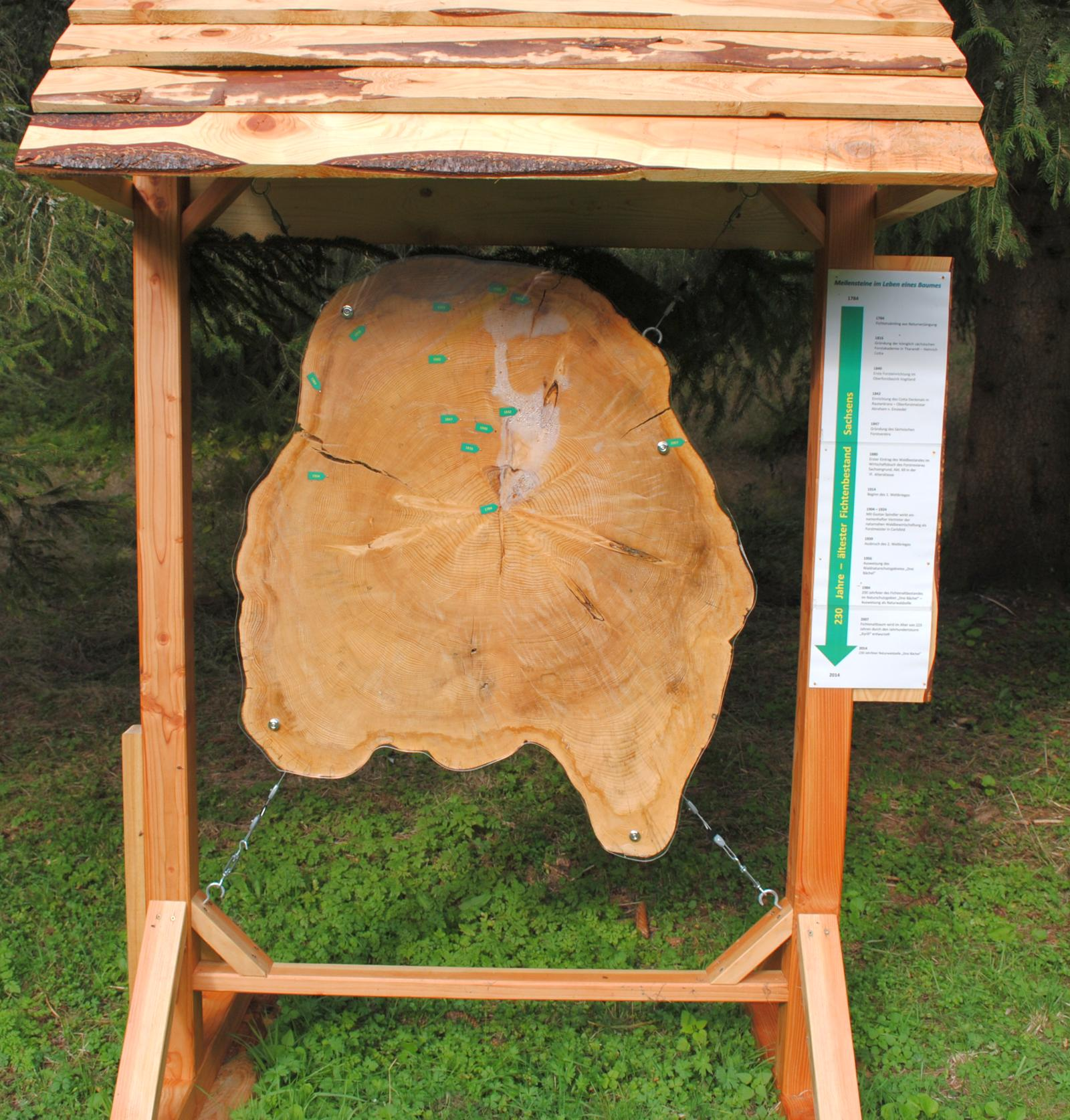
Stammscheibe auf der Lichtung Dreibächel bei Morgenröthe-Rautenkranz
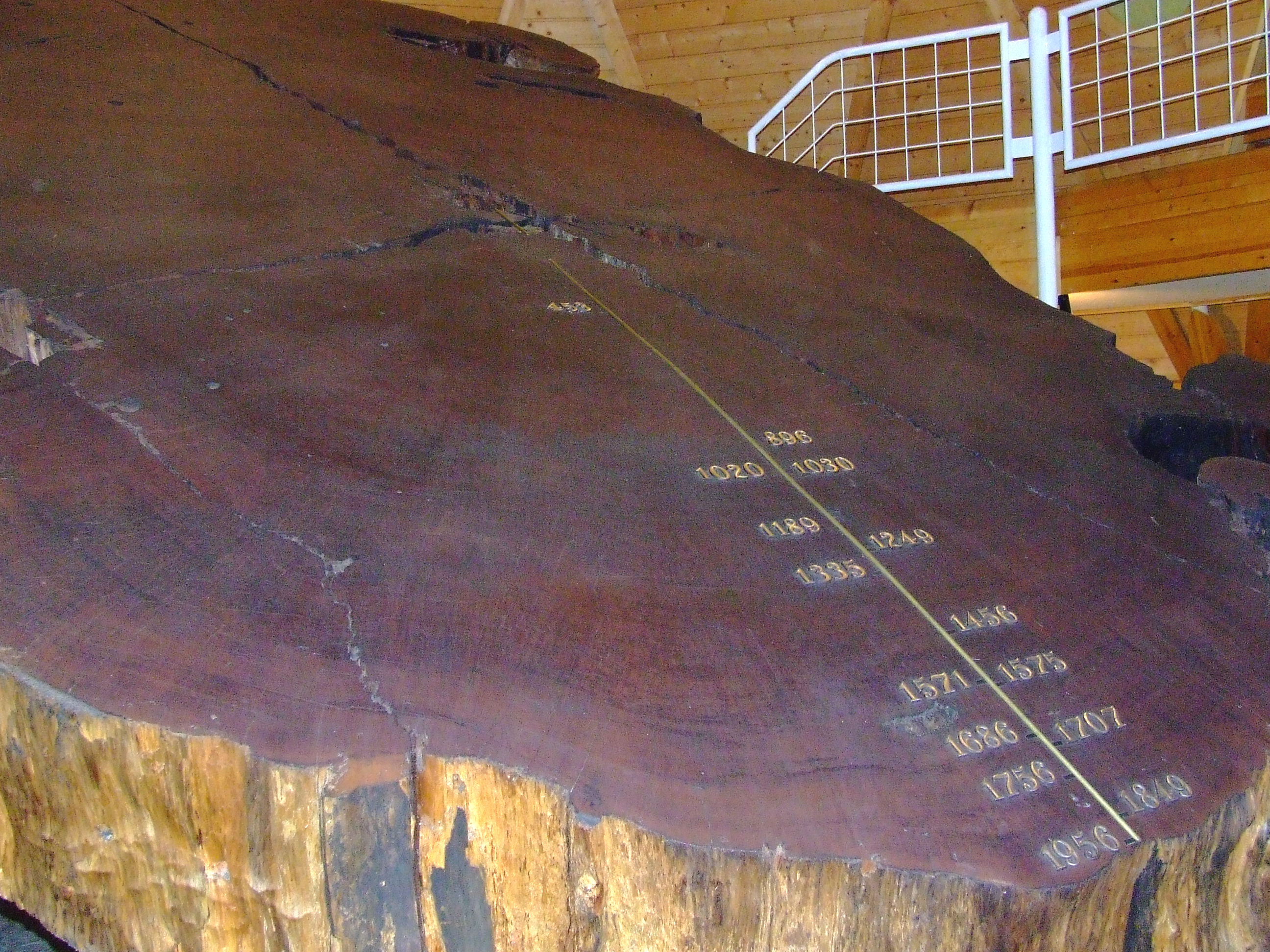
Stammscheibe eines Mammutbaums mit 5,4 bis 6,3 m Durchmesser, der 80 cm dicke Schnitt wiegt 7,5 t.
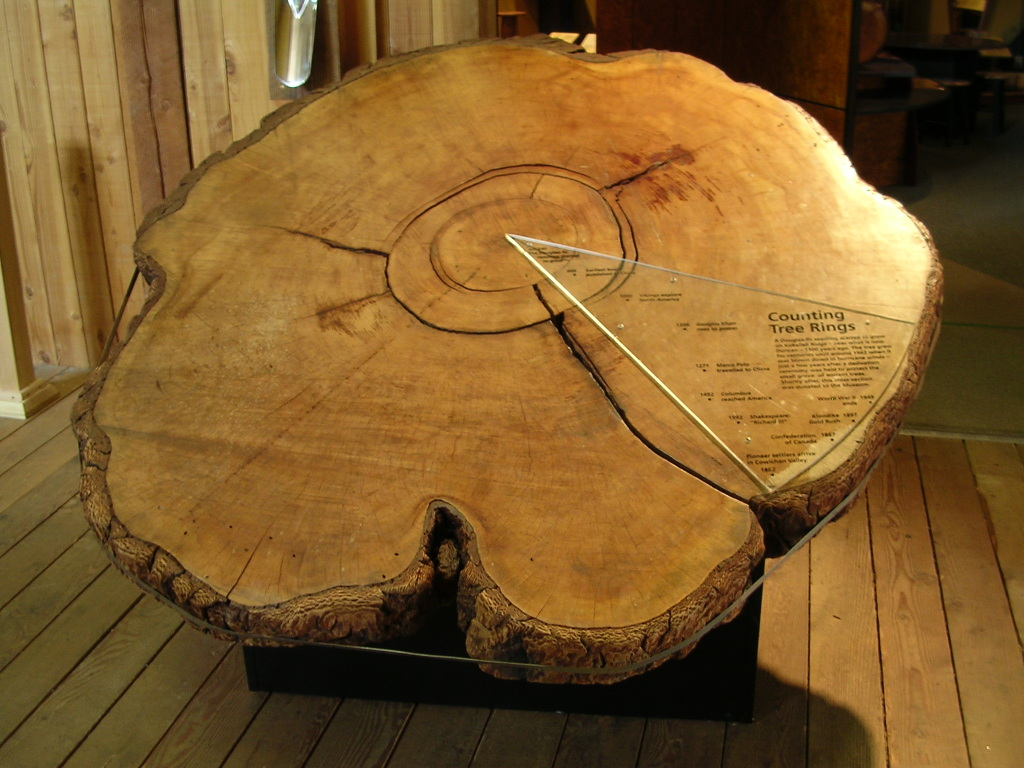
Stammscheibe im BC Forest Museum
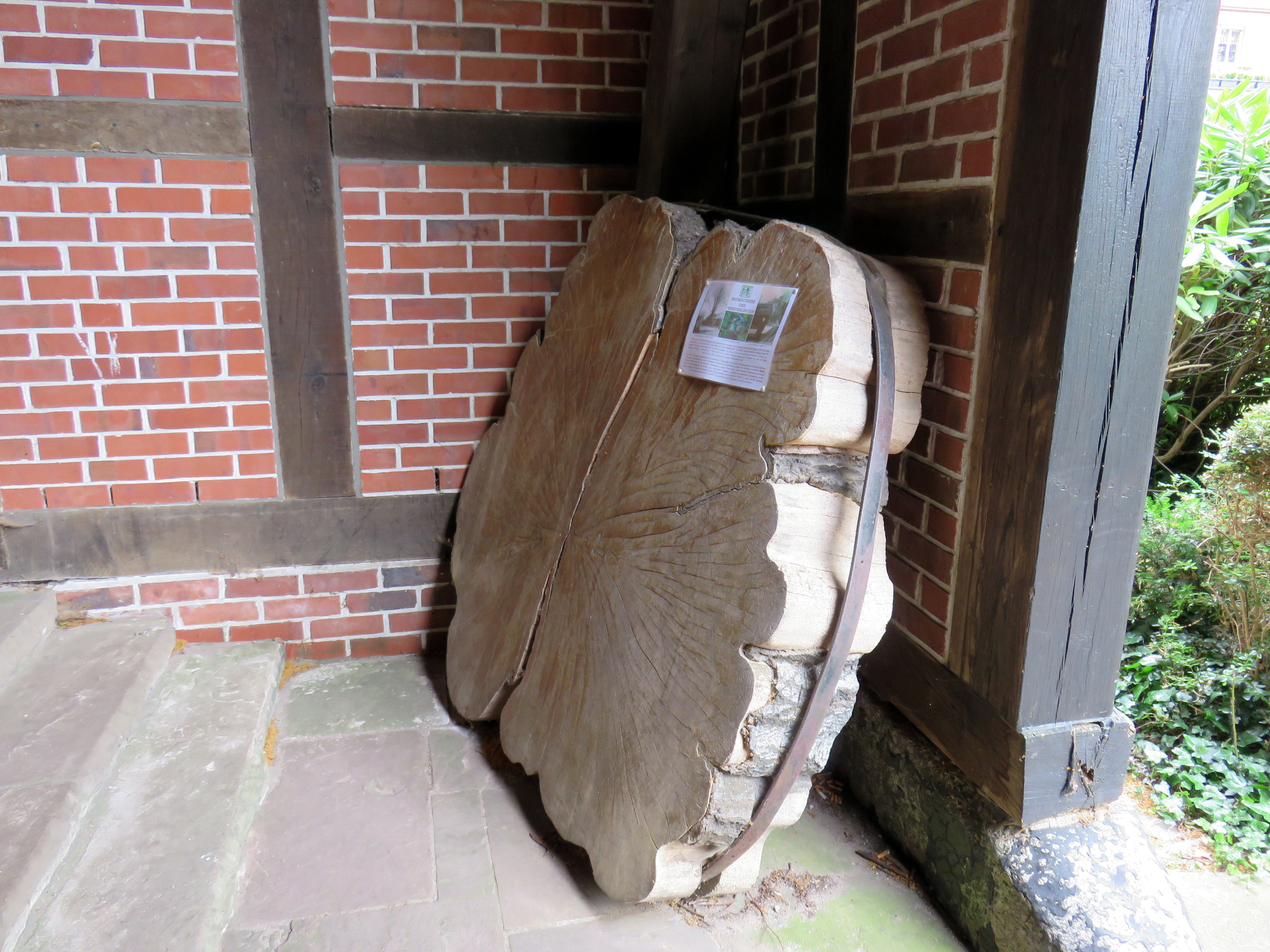
Stammscheibe der historischen Wentzelbuche (Herrenhaus Wellingsbüttel)
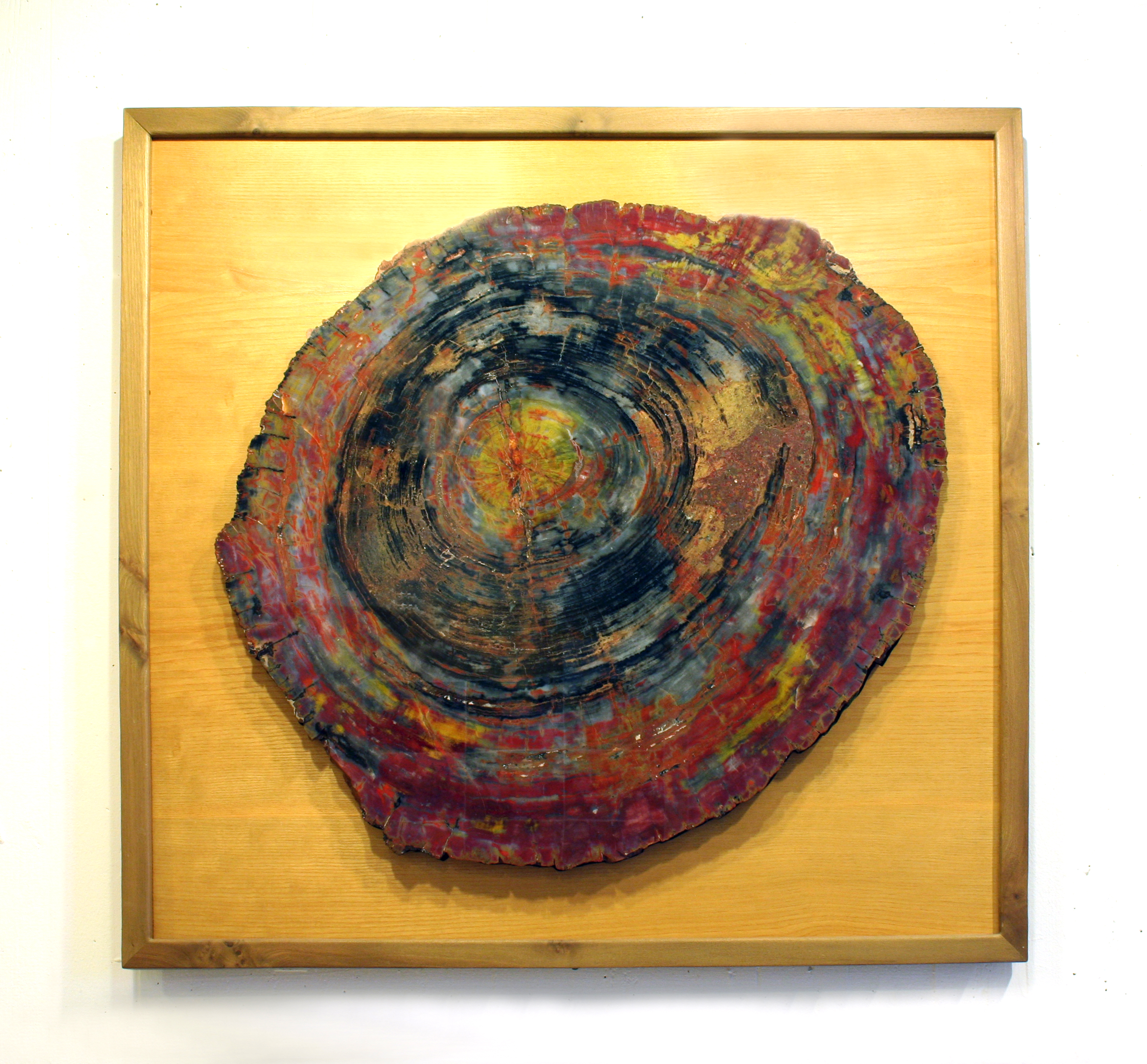
Versteinerte Stammscheibe (Kirche Johannes XXIII.)
Wappen Amt Buldern (1843–1969)